# Mike Ferguson (polityk z New Jersey)
Michael A. „Mike” Ferguson (ur. 22 czerwca 1970) – amerykański polityk, członek Partii Republikańskiej.
W latach 2001–2009 przez cztery kolejne dwuletnie kadencje Kongresu Stanów Zjednoczonych był przedstawicielem siódmego okręgu wyborczego w stanie New Jersey w Izbie Reprezentantów Stanów Zjednoczonych.